# Akhénaton le Renégat
Pour les articles homonymes, voir Akhenaton (homonymie).
Akhénaton le Renégat est un roman policier historique de l'écrivain égyptien Naguib Mahfouz paru en 1985.
Le roman met en scène des protagonistes du règne du pharaon Akhénaton, qui est décrit par le biais de confessions imaginaires de membres de sa cour.
Il permet éventuellement une nouvelle approche des talatates et des statues d'Akhénaton au musée de Louxor, mais le roman ne remplace pas la lecture du catalogue.

## Éditions françaises
- Éditions Denoël, 1998  (ISBN 2-207-24743-0)
- Éditions Gallimard, coll. « Folio » no 3391, 2000  (ISBN 2-07-041422-1)